# 韋克菲爾德 (密歇根州)
韋克菲爾德（英語：Wakefield）是一個位於美國密歇根州戈吉比克縣的城市。

## 人口
根據2020年美國人口普查的數據，韋克菲爾德的面積為21.85平方千米，當中陸地面積為20.39平方千米，而水域面積為1.46平方千米。當地共有人口1702人，而人口密度為每平方千米78人。